# Nestlé Purina PetCare
Purina (рус. Пури́на) — американская независимая дочерняя компания швейцарской транснациональной корпорации Nestlé, базирующаяся в Сент-Луисе, штат Миссури. Она производит и продаёт корма для домашних животных, лакомства, а также наполнители для кошачьих и собачьих туалетов. Некоторые из брендов кормов для домашних животных — Purina Pro Plan, Purina Dog Chow, Friskies, Beneful и Purina One. Компания была основана в 2001 году путём объединения компании Nestlé's Friskies PetCare Company с компанией Ralston Purina, которая приобрела компанию Nestlé за 10,3 млрд долларов. По состоянию на 2012 год, Purina считалась второй по величине компанией по производству кормов для домашних животных в мире (первой является Mars Petcare) и крупнейшей в США.

## История
До 1986 года компания Ralston Purina владела бизнесом Purina по производству кормов для домашних животных. В 1986 году компания Ralston Purina продала свою дочернюю компанию в США, которая претерпела дальнейшие изменения в структуре владельцев.
В 1998 году компания Ralston Purina International (RPI), зарегистрированная на Нью-Йоркской фондовой бирже, была признана независимой. Название — Agribrands International, Inc.
В 2001 году компания Cargill купила компанию Agribrands International и решила сохранить бренд Purina. В то же время подразделение кормов для домашних животных было продано швейцарской компании Nestlé.

## Бренды
- ALPO[43][44][45]
- Beggin'[44][46][47]
- Beneful[48][49][50]
- Busy[51][52][53]
- Chef Michael's[54][55]
- Deli-Cat[54][56]
- Fancy Feast[57]
- Felix[58]
- Friskies[59]
- Go Cat[60][61]
- Gourmet[62][63][64]
- Just Right[8]
- Latz[65]
- Mighty Dog[66]
- Purina Beyond[67]
- Purina Cat Chow[68]
- Purina Dog Chow[69]
- Purina Kitten Chow[70]
- Purina Puppy Chow[71]
- Purina One[72]
- Purina Pro Plan[73][74][75]
- Purina Veterinary Diets[76][77]
- Secondnature[78][79]
- T Bonz[80][81]
- Tidy Cats[82][83]
- Waggin' Train[84][85]
- Whisker Lickin's[86][87]
- Purina Supercoat[88][89]